# Folkeafstemningen om EF-pakken
Folkeafstemningen om EF-pakken var en vejledende folkeafstemning om Danmarks ratifikation af Den Europæiske Fælles Akt, populært kaldet EF-pakken, der blev afholdt 27. februar 1986. 56,2 procent stemte for og 43,8 procent imod ratifikationen. Valgdeltagelsen var på 75,4 procent.
Folkeafstemningen blev udskrevet af statsminister Poul Schlüter (K), hvis regering var for Danmarks ratifikation af EF-pakken, mens et flertal uden om regeringen i Folketinget var imod. Modstanderpartierne var bl.a. Fremskridtspartiet, Socialistisk Folkeparti og Venstresocialisterne samt dele af Socialdemokratiet og Det Radikale Venstre. Folkeafstemningen var kun vejledende, idet en tiltrædelse af EF-pakken ikke ville betyde at Danmark skulle afgive suverænitet til EF.